# Panturkism

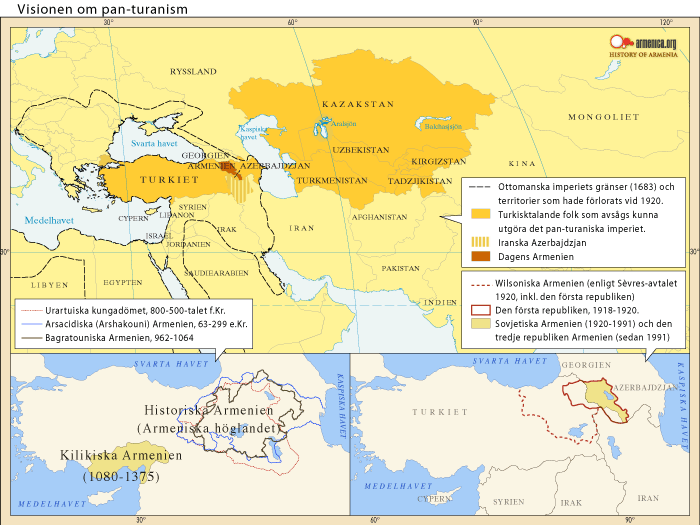
Visionen om panturanism och dess effekt på Armenien.

Panturkism, frekvent (särskilt på engelska) panturanism, är strävan att politiskt och kulturellt ena alla turkfolk. Ideologin började formas under 1800-talet men den politiska rörelsen började växa fram under 1930-talet i motreaktion på Sovjetunionens maktövertagande, i samband med att några tartarer därför tog tillflykt till Turkiet där de fick anställning som professorer vid universiteten och turkiskt medborgarskap. Särskilt kan Zeki Velidi Togan nämnas. Denne var en Ufafödd bashkirisk professor vid universitetet i Istanbul, som med sitt verk Bugünkü Türkestan för första gången samlade de turkiska folkens historia i ett akademiskt verk. Han fick snart en stor mängd intellektuella beundrare runt sig, i såväl Turkiet som i Tyskland. I Tyskland utgavs en av panturkismens viktigaste tidskrifter, Yas Türkestan. 1948 framkom det att Franz von Papen i ett brev den 5 augusti 1941 kraftfullt uttryckt en vilja att tyskarna skulle ge panturkismen sitt stöd. Brevet innehåller även en dokumentation över panturkismens utbredning i Turkiet. Rörelsen är även besläktat med turanism. 

## Turkism
Ungturkarna omfattade "turkism" (Türkçülük), en åskådning som glorifierade forntidens turkar som Attila, Djingis Khan, Timur Lenk  och osmanska sultaner. Inom turkismen framhölls gästvänlighet, moderation och mod  Turkismens mål var inte att förtrycka andra folk och tog avstånd från den västerländska formen av imperialism. Turkarna skulle endast sträva efter att förena alla turkiska stammar.

Den ultranationalistiska organisationen Grå vargarna har ideologisk koppling till panturkismen. Bilden är på Grå vargarnas flagga och föreställer på den gökturk-perioden inom turkarnas historia. Organisationen använder sig av en blandning av panturkism och fascism.

Språket uppfattades som själva grundvalen för nationaliteten. Islam var också av godo eftersom den förstärkte nationalkänslan. Man kan spåra tankegods från Durkheim i denna variant av turkism. Türkleşmek, Islâmaşmak, muasirlaşmak, det vill säga turkifiering, islamisering, modernisering var turkismens ledmotiv. På 1930-talet lanserades solspråksteorin (Günes-Dil teorisi) som riktade uppmärksamhet på Centralasien som civilisationens vagga. 
Den turkiska självkänslan vilade bl.a. på ett verk författat av Leon Cahun: Introduction a l'Histoire de l'Asie, vilken översattes till turkiska. Enligt den var mongolerna utmärkta krigare, och turkarna stammade från dem och var minsann bättre krigarfolk än både araber och perser. Verket utpekade Koranen som en faktor som förgiftat äkta turkiska egenskaper. Den bar alltså på sekulariseringens frö och gillades fr.a. av den turkiska intelligentian. 
Turkarna kände också en stolthet över Alphonse de Lamartines och Pierre Lotis verk om turkisk konst och om Konstantinopel.

## Panturanism
Panturanismen uppstod som ett svar på panslavismen, Rysslands politik på Balkan som gick ut på att hjälpa sina slaviska "brödrafolk". Ungern och det osmanska Turkiet ville stävja de ryska ambitionerna. En panturansk kongress hölls i Konstantinopel 1913. Ungrare och även bulgarer - som ansågs vara slavifierade turkar - deltog med delegater. 
Panturanismen var ett utslag av politisk taktik, men den hade även uppbackning av vetenskapsmän, historiker och lingvister som pekade på ett ural-altaiskt släktskap. Men vid första världskrigets utbrott visade endast turkarna intresse för panturanismen.
Panturanismen, av Turan, enligt traditionen turkfolkens urhem, var en pannationell rörelse under framför allt 1900-talet som under sin första tid i praktiken fick ringa politisk betydelse efter Atatürks utropande av republiken Turkiet. Turan är belägen i inre Asien, från södra forna Sovjetunionen, Azerbajdzjan, Kirgizistan och en bit in i Kina.

## Ideologi kopplad till terrorism, väpnade konflikter och geopolitik
Den panturkiska ideologin används av flera ultranationalistiska grupper som Grå vargarna, som är en terrorklassad organisation som deltagit i väpnade konflikt och anklagas för flera mord. Även Turkiets Recep Tayyip Erdoğan och hans Rättvise- och utvecklingsparti har bedrivit en geopolitik som är en blandning av moderat islamism, neo-osmansk politik och panturkism. Även Turkiets delaktighet i krig i Syrien, Nagorno-Karabach och ockupationen av Cypern har kopplingar till områden där det bor turkiska folk och är en del av turkismen.